# Eigentliche Enten
Die Eigentlichen Enten (Anas) sind eine Gattung aus der Unterfamilie der Enten (Anatinae) und der Tribus Schwimmenten (Anatini). Zu den in Mitteleuropa bekanntesten Vertretern dieser Gattung zählt die Stockente. Die nur im Westteil Madagaskars vorkommende Bernierente, die Campbellente, die auf der nur 23 Hektar großen Dent Island überlebte, sowie die nur auf der 370 Hektar großen Laysaninsel lebende Laysanente gehören ebenfalls zu dieser Gattung und zählen zu den seltensten Wasservögeln der Welt.

## Merkmale
Bei den meisten Arten dieser Gattung, insbesondere wenn sie im gemäßigten Norden verbreitet sind, sind die Erpel von Herbst bis zum Frühjahr deutlich unterschiedlich und ausgesprochen prächtig gefiedert. Bei den Weibchen dagegen ist das Gefieder eher unauffällig gefärbt. Erfahrungen aus der Haltung von Arten der Eigentlichen Enten zeigen, dass viele Arten untereinander fortpflanzungsfähig sind. Die Nachkommenschaft ist im Allgemeinen jedoch steril.
Im Gegensatz zu den Tauchenten der Gattungen Netta, Aythya und Bucephala liegen Schwimmenten so hoch im Wasser, dass sich der Bürzel deutlich abhebt. Schwimmenten tauchen nur bei Gefahr; sie gründeln zur Nahrungssuche den Gewässerbodenbereich ab, den sie mit dem Schnabel erreichen können, ohne sich ganz von der Oberfläche zu lösen. Beim Auffliegen steigen sie ohne Vorbereitung mit Flügelschlag steil von der Wasseroberfläche auf, wohingegen Tauchenten einen längeren Anlauf auf dem Wasser benötigen.

## Balz
Viele Arten zeigen im Winterhalbjahr eine sehr auffällige Balz. Diese beginnt in einer Zeit, in der die Tiere noch nicht fortpflanzungsfähig sind. Die Balz dauert regelmäßig bis in die Frühjahrsmonate und beinhaltet Haltungen, Gesten und Bewegungen, die in ihrer Reihenfolge jeweils artspezifisch sind. Die langwährende Balz dient dazu, dass sich Partner der gleichen Art finden.

## Arten
- Spießente (Anas acuta)

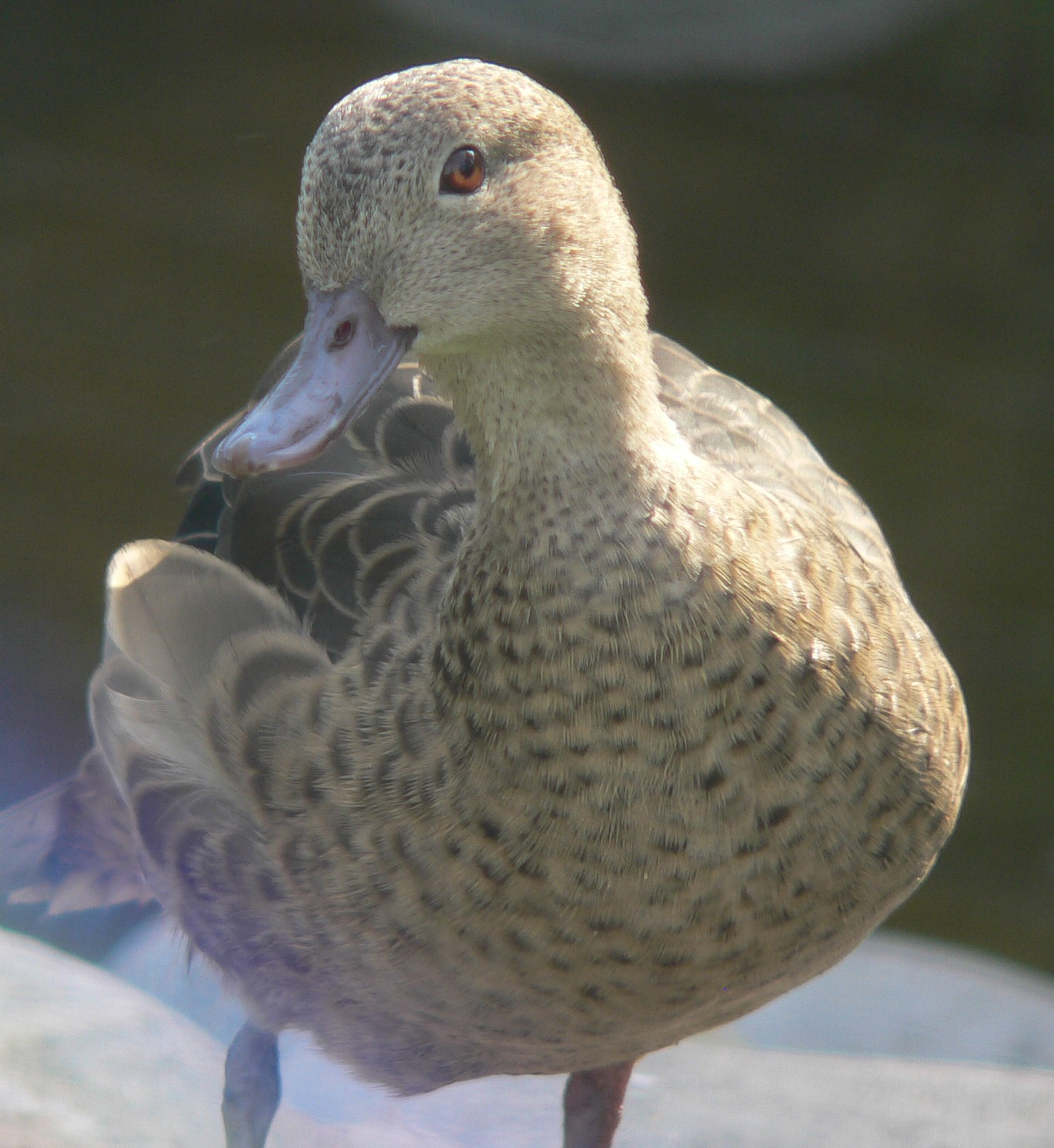
Die Bernierente zählt zu den seltensten Wasservögeln der Welt.

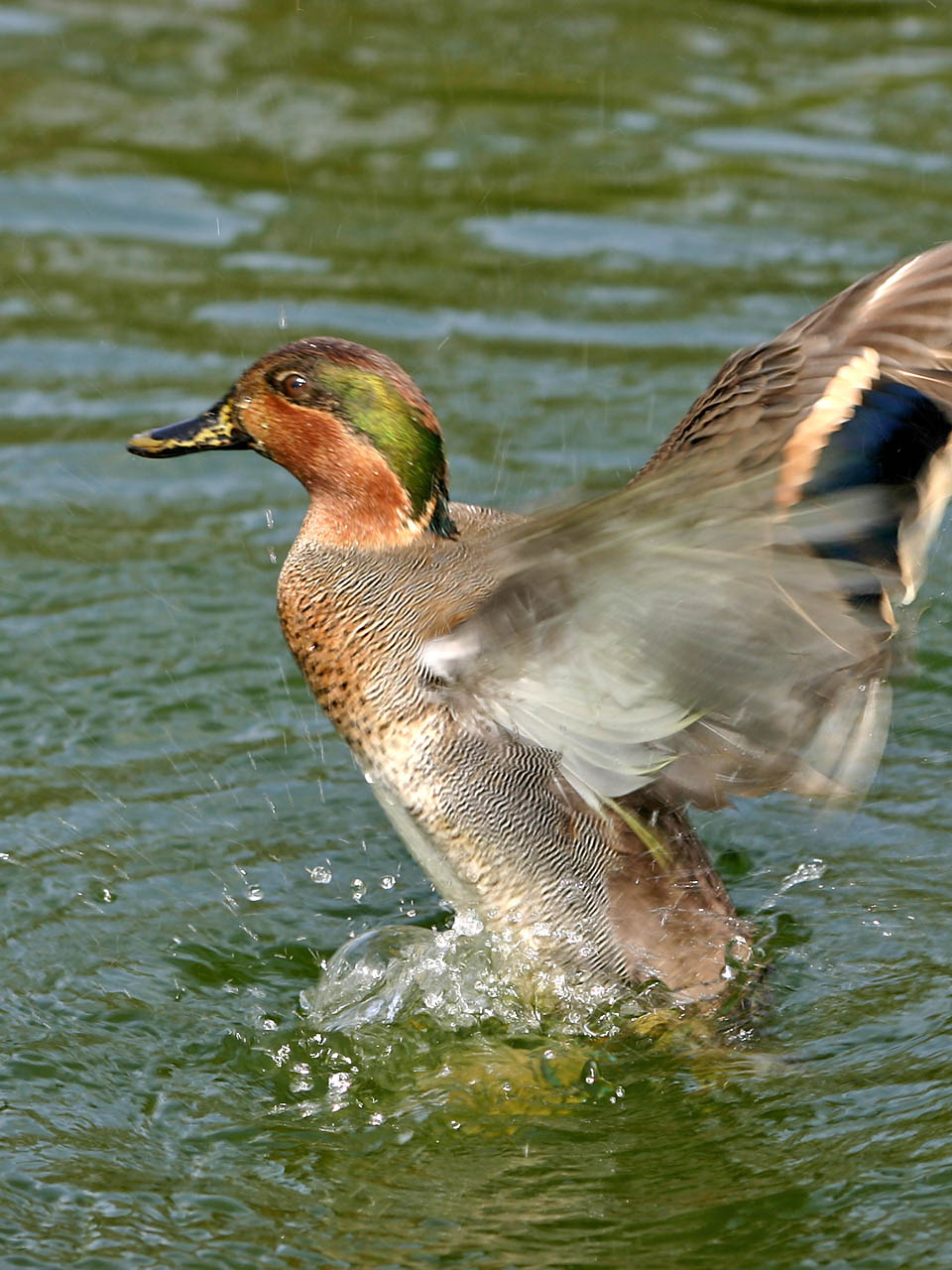
Krickente (Anas crecca)

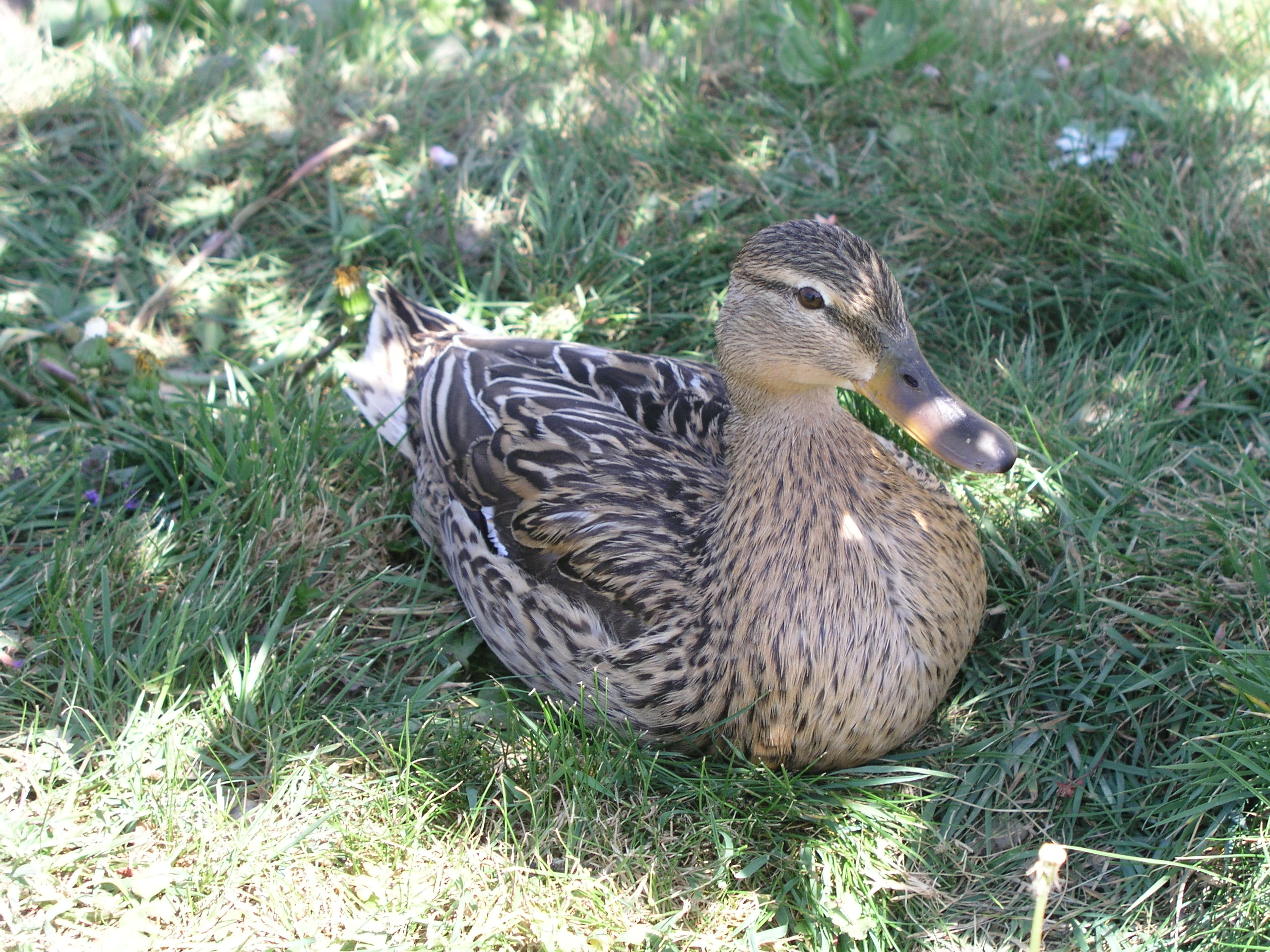
Stockente (Anas platyrhynchos)

- Andamanen-Weißkehlente (Anas albogularis)
- Aucklandente (Anas aucklandica)
- Bahamaente (Anas bahamensis)
- Bernierente (Anas bernieri)
- Fahlente (Anas capensis)
- Kastanienente (Anas castanea)
- Neuseelandente (Anas chlorotis)
- Krickente (Anas crecca)
- Mexikoente (Anas diazi)
- Kerguelenente (Anas eatoni)
- Rotschnabelente (Anas erythrorhyncha)
- Braunkopfente (Anas flavirostris)
- Floridaente (Anas fulvigula)
- Spitzschwanzente (Anas georgica)
- Sundaente (Anas gibberifrons)
- Australente (Anas gracilis)
- Laysanente (Anas laysanensis)
- Philippinenente (Anas luzonica)
- Madagaskarente (Anas melleri)
- Campbellente (Anas nesiotis)
- Stockente (Anas platyrhynchos)
- Indien-Fleckschnabelente (Anas poecilorhyncha)
- Dunkelente (Anas rubripes)
- Schwarzente (Anas sparsa)
- Augenbrauenente (Anas superciliosa)
- Mauritiusente (Anas theodori), ausgestorben
- Gelbschnabelente (Anas undulata)
- Hawaiiente (Anas wyvilliana)
- Krickente (Anas carolinensis)

### Fossile Arten
- Bermuda-Ente Anas pachyscelus (Bermuda-Inseln)
- Chatham-Ente Anas chathamica (Chatham-Inseln, Südwestpazifik)

Zahlreiche ursprünglich in die Gattung Anas gestellte Entenarten wurden im Jahr 2009 anderen Gattungen zugeordnet, da sich herausstellte, dass Anas in der alten Zusammensetzung nicht monophyletisch war.
Diese sind:
- Gattung Mareca
  - Kanadapfeifente (Mareca americana)
  - Sichelente (Mareca falcata)
  - Amsterdamente (Mareca marecula), ausgestorben
  - Pfeifente (Mareca penelope)
  - Chilepfeifente (Mareca sibilatrix)
  - Schnatterente (Mareca strepera)
- Gattung Sibirionetta
  - Gluckente (Sibirionetta formosa)
- Gattung Löffelenten (Spatula)
  - Zimtente (Spatula cyanoptera)
  - Löffelente (Spatula clypeata)
  - Blauflügelente (Spatula discors)
  - Pünktchenente (Spatula hottentotta)
  - Halbmond-Löffelente (Spatula rhynchotis)
  - Kaplöffelente (Spatula smithii)
  - Fuchslöffelente (Spatula platalea)
  - Punaente (Spatula puna)
  - Knäkente (Spatula querquedula)
  - Silberente (Spatula versicolor)

In Deutschland ist neben der Stockente als Wintergast und dann zweithäufigste Ente in Mitteleuropa die Krickente vertreten, die ebenso wie die Spießente in Nordeuropa brütet. Als Durchzügler bekannt ist die Schnatterente.

## Etymologie und Forschungsgeschichte
Die Erstbeschreibung der Gattung Anas erfolgte 1758 durch Carl von Linné, der dieser 39 Arten zuordnete. Anas, anatis ist das lateinische Wort für „Ente“.